# アルカス (ロケット)

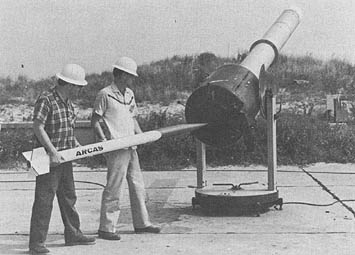
Arcas

アルカス（Arcas）はアメリカ合衆国の単段式観測ロケット。大文字でARCAS（All-Purpose Rocket for Collecting Atmospheric Soundings）とも表記される。1958年から1975年まで使用された。高度52kmに4.5kgのペイロード能力があった。複数のバリエーションが存在する。

## データ
- 開発：Atlantic Research Corporation
- ペイロード：4.50 kg
- 高度：52 km
- 推力：1.50 kN
- 合計質量：34 kg
- 全長：2.30 m
- 直径：0.11 m
- 翼長：0.33 m
- 初発射：1958.11.04.
- 最終発射 ：1975.07.15.
- 使用回数（失敗）：1429（29）

## 派生ロケット
- Boosted Arcas
- Boosted Arcas 2
- Super Arcas
- Sparrow Arcas
- Sidewinder-Arcas
- Arcas-Robin